# AS-28
L’AS-28 est un sous-marin de sauvetage de la classe Priz en service dans la Marine soviétique puis dans la Marine russe depuis 1986. Conçu par le bureau d'étude Lazurit de Nijni Novgorod pour des opérations de sauvetage sous-marines, le bâtiment mesure 13,5 m de long, 5,7 m de haut et peut opérer jusqu'à une profondeur de 1 000 m.

## Historique
En 2016, durant le maintenance de son navire-porteur habituel, il est assigné au ravitailleur de sous-marin Kommuna lancé en 1915.

### Accident au cours d'un exercice
Le 5 août 2005, alors qu'il est sous le commandement du capitaine-lieutenant Viacheslav Milachevski, l’AS-28 s'accroche à l'antenne d'un hydrophone au large des côtes de la péninsule du Kamtchatka, dans la baie Berezovaïa à 70 km au sud-est de Petropavlovsk-Kamtchatski. L'antenne, lestée sur plancher de l'océan par un bloc de béton de 60 tonnes, se prend dans l'hélice du sous-marin et l'entraîne par le fond à une profondeur de 190 m. Cette profondeur est alors trop importante pour permettre à l'équipage de s'extraire du sous-marin et remonter à la surface au moyen de combinaisons de survie. Les sauveteurs britanniques et les responsables russes indiqueront que le sous-marin s'était également pris dans des filets de pêche.
Le 6 août, le président de la fédération de Russie Vladimir Poutine ordonne à son Ministre de la Défense Sergueï Ivanov de se rendre en personne à Petropavlovsk-Kamtchatski pour superviser les opérations de sauvetage, qui étaient alors dirigées par le Commandant de la Flotte du Pacifique, l'amiral Viktor Fedorov.
Le 7 août, les sept hommes à bord peuvent remonter à la surface après qu'un ROV britannique acheminé sur place a sectionné les câbles entravant le sous-marin. Le sous-marin atteint la surface à 4 h 26 (heure locale) le dimanche et les sept hommes peuvent s'extraire sans assistance extérieure. 

### Appel à l'aide internationale

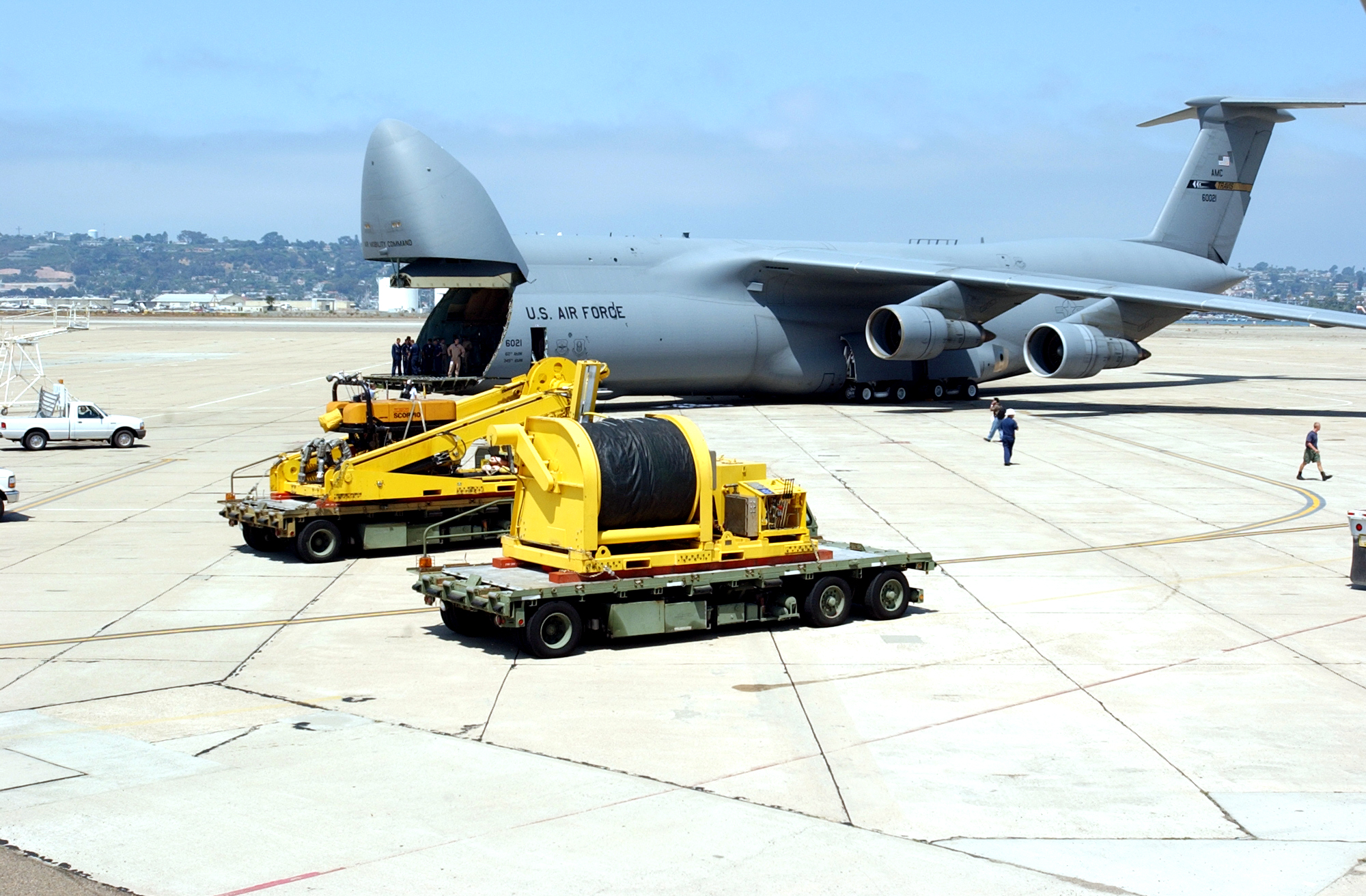
Un C-5 Galaxy en train d'être chargé avec des équipements de la Deep Submergence Unit, sur la North Island Naval Base de Coronado, San Diego. Le C-5 emporte deux véhicules de sauvetage robotisés Super Scorpio (sur la remorque en deuxième plan) en Russie pour aider au sauvetage.

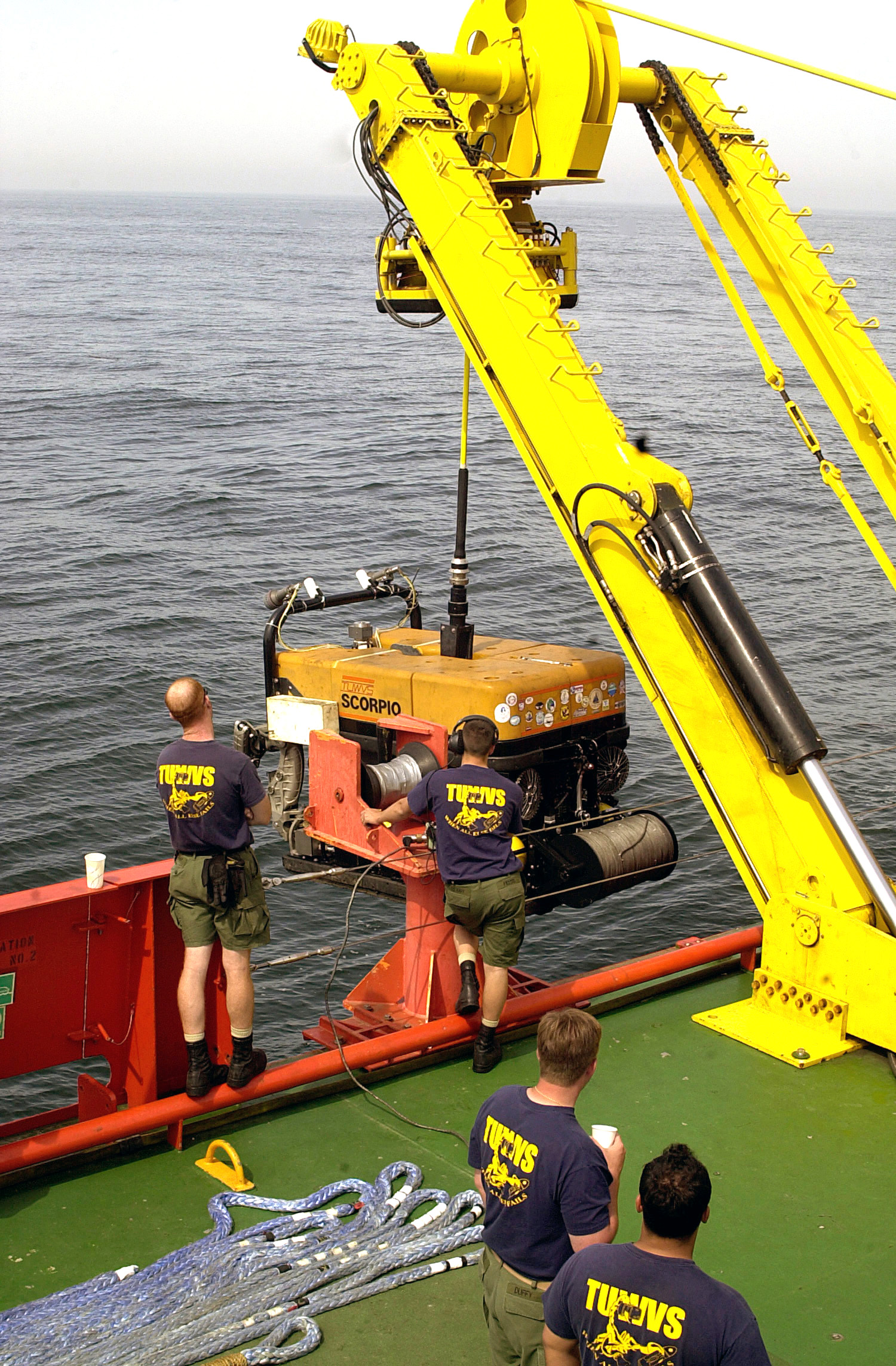
Scorpio ROV

La Marine russe lance une demande d'assistance moins de 24 heures après l'incident, bien plus rapidement que lors du naufrage du K-141 Koursk le 12 août 2000. Il a été suggéré que si les Russes ont appelé à l'aide si rapidement c'est qu'ils avaient réalisé peu de temps auparavant des exercices avec des bâtiments de l'OTAN pour se préparer à une telle éventualité.
Une aide est immédiatement offerte par la Royal Navy britannique, la Force maritime d'autodéfense japonaise et l'United States Navy. Le Royaume-Uni envoie un Scorpio ROV 45 par avion cargo C-17 Globemaster III ainsi qu'une équipe pour le manipuler. Le Japon envoie quatre bâtiments sur zone avec du matériel de sauvetage. Les États-Unis envoient deux ROV Super Scorpio depuis San Diego et un ROV Deep Drone depuis Landover, Maryland, acheminés respectivement par avions C-5 Galaxy et C-17. Ces véhicules de sauvetage téléguidés depuis la surface sont également accompagnés par leurs équipes de techniciens. La mission de ces robots est de sectionner les câbles et filets retenant le sous-marin prisonnier au moyen de leurs pinces. Deux plongeurs canadiens dotés de scaphandres rigides accompagnent les équipes américaines dans le C-5, afin d'évaluer directement la situation sur le plancher océanique si nécessaire.  Les ROV américains n'auront pas le temps de quitter le dock, bien que leur avion cargo C-5 ne soit arrivé que deux heures après l'équipe britannique. Les Britanniques ne disposaient pas de grue capable de décharger leur ROV et les Russes ne sont pas alors en mesure de leur en fournir. Lorsque l'équipe de sauveteurs américains parvient sur place, ces derniers utilisent leurs propres appareil de levage pour aider les Britanniques à décharger leur ROV. La mission britannique est un succès.

### L'opération de sauvetage
L'amiral Fedorov envisage dans un premier temps d'utiliser des explosifs pour sectionner l'antenne, mais cette technique ne sera jamais essayée. Les remorqueurs océaniques MB-105 et KIL-168 tentent de remonter à la surface le sous-marin au moyen de câbles passés en « bandoulière ». Leurs tentatives sont vaines. Pendant ce temps-là, pour économiser leur énergie et l'oxygène disponible à bord, l'équipage de l’AS-28 coupe tous les systèmes non essentiels du sous-marin (y compris le chauffage), enfile des combinaisons thermiques et se repose.
Le ROV Scorpio britannique est le seul DSRV étranger à être acheminé sur zone et à être déployé. Il parvient à sectionner les câbles qui retenaient le sous-marin alors que les navires de surface s'étaient éloignés à une distance de sûreté. Le 7 août 2005 à 16 h 26 heure locale (3 h 26 UTC), l'incident est résolu et le sous-marin parvient à refaire surface. Les sept hommes à bord parviennent à s'extraire sans assistance du bâtiment quelques instants après. Ces hommes étaient restés bloqués pendant plus de 76 heures et les sauveteurs détermineront a posteriori qu'ils n'avaient plus que 12 heures de réserves d'oxygène tout au plus. Les réserves d'eau venaient également à manquer et les hommes avaient dû se rationner et se limiter à 3-4 gorgées par jour.
L'histoire du sauvetage de l’AS-28 est racontée dans un film documentaire de la BBC One intitulé Submarine Rescue. Ce documentaire recevra la mention « best documentary » de la British Maritime Society.

#### Les sous-mariniers à bord
- Viacheslav Milachevski (Вячеслав Милашевский), capitaine-lieutenant, 25 ans, officier commandant le bâtiment ;
- Anatoli Popov (Анатолий Попов), Enseigne de vaisseau 1re classe, navigateur
- Sergueï Belozerov (Сергей Белозеров), maître principal[3] ;
- Alekxandr Ivanov (Александр Иванов), maître principal[3] ;
- Alekxandr Ouibine (Александр Уйбин), maître principal[3] ;
- Valeri Lepetioukha (Валерий Лепетюха), capitaine de 1er rang ;
- Guennadi Bolonine (Геннадий Болонин), directeur-adjoint du bureau d'étude Lazurit, responsable de la conception du AS-28.

#### Répercussions
The Guardian rapporte que des questions ont été soulevées à propos du délai que les autorités russes ont attendu avant de demander de l'aide. L'accident est rendu public pour la première fois lorsque la femme d'un des hommes à bord appelle une station de radio 24 heures après l'incident ; la femme du commandant Milachevski affirme que les hommes étaient bloqués depuis le mercredi. Kommersant rapporte que le commandant-en-chef de la Marine russe Vladimir Kouroïedov, pourrait être relevé de ses fonctions après ce nouvel incident, qui faisait suite à la perte du Koursk et à d'autres accidents. Un autre sous-marin nucléaire, le K-159 avait coulé en 2003 alors qu'il était remorqué avant d'être démantelé, le ponton auquel il était amarré se brisa et les neuf hommes à bord coulèrent avec le bâtiment. La BBC rapporte également qu'au mois de juillet, un tir d'essai d'un missile balistique intercontinental auquel Vladimir Poutine assistait échouera à deux reprises ; les missiles explosent peu de temps après leur lancement. Contrairement aux déclarations des officiels russes qui avaient affirmé que les marins de l’AS-28 disposaient d'eau et de nourriture pour cinq jours, l'eau potable faisait cruellement défaut à bord. Kouroïedov prend finalement sa retraite le 5 septembre 2005. Une polémique apparaît concernant la présence de filets de pêche ; des filets et des câbles sont visibles sur les vidéos prises par les ROV lors de l'opération. Une enquête criminelle est ouverte par un procureur russe, et la Marine russe envisage de faire l'acquisition de deux ROV Scorpio au prix unitaire compris entre 700 000 £ et 3 millions de £.